# 柏斯頓街
柏斯頓街（英語：Preston Street；渥太華73號市道）是加拿大安大略省渥太華的一條街道，介於北部的史葛街與南部的威爾斯親王徑及伊利沙伯女皇徑之間。該街道是小意大利的商業主幹路，擁有眾多店鋪及意大利餐館。許多渥太華居民將其用作「小意大利」的代名詞。
柏斯頓街夾卡靈路處有一道金屬拱門，上有意大利國旗的顏色。該拱門建於2002年，旨在吸引來自緊鄰南部的杜氏湖地區的遊客。渥太華最高的建築——住宅公寓塔凱萊奇大廈——亦位於該路口。
自1974年以來，柏斯頓街及附近街道每年六月意大利周期間都會停止行車。柏斯頓街被賦予了一個具有紀念意義的意大利名字「意大利大街」（Corso Italia）。
1986年，柏斯頓街商業促進區獲設立，代表渥太華市的當地企業。
2015年，柏斯頓街從亞厘畢街暫時向北延伸至麥當勞徑，以作為通往魁北克省加蒂諾的主要幹道，而布夫街（Booth Street）則因輕鐵聯邦線建設而關閉。
該街道可能是以渥太華市前財政主管約翰·霍尼·柏斯頓或市議員佐治·霍尼·柏斯頓命名。

## 外部連結
- 维基共享资源上的相關多媒體資源：柏斯頓街

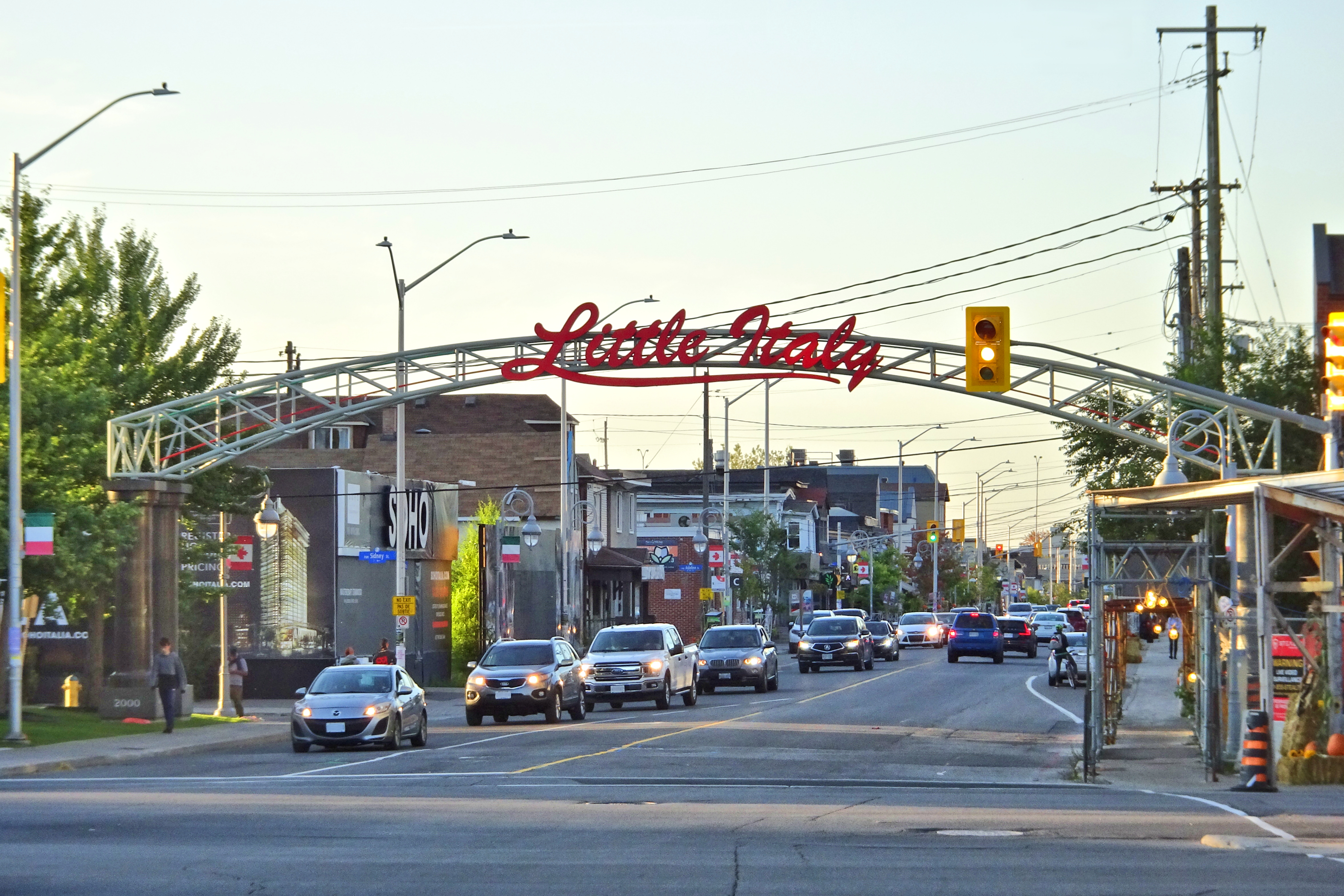
柏斯頓街夾卡靈路

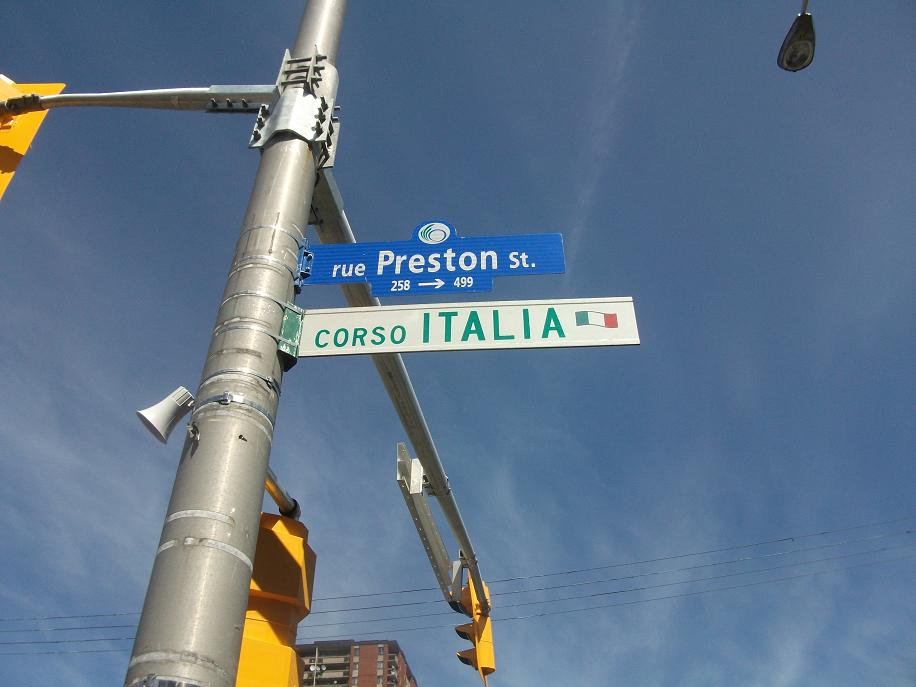
柏斯頓街路牌，下方標有「意大利大街」（Corso Italia）

- Preston Street Business Improvement Association （页面存档备份，存于）